# Mordellistena cuspidata
Mordellistena cuspidata es una especie de coleóptero de la familia Mordellidae.

## Distribución geográfica
Habita en Gayndah, Queensland (Australia).